# Vallotti-Stimmung
Die Vallotti-Stimmung ist eine ungleichstufige Temperatur von Tasteninstrumenten beziehungsweise ein ungleichschwebendes Stimmungssystem nach Francesco Antonio Vallotti.

## Charakteristik
Zur Charakteristik der Vallotti-Temperatur tragen noch relativ reine, aber schon deutlich schwebende große Terzen in den Tonarten mit wenigen Vorzeichen bei, insbesondere F-Dur, C-Dur und G-Dur. Die großen Terzen der Tonarten steigen dabei gleichmäßig bis zu maximal pythagoräischen Werten an, wobei Es-G und A-Cis ebenso groß sind wie in der gleichstufigen Temperatur. Pythagoräische große Terzen kommen in den entfernten Tonarten H-Dur, Fis-Dur und Des-Dur vor.
Die sechs temperierten Quinten der Vallotti-Temperatur sind mit ihrer gut vernehmbaren Schwebung deutlich näher an der mitteltönigen Quinte (696,6 Cent) als an der gleichstufig temperierten Quinte (700 Cent).

## Stimmung
Vallottis Temperatur besteht aus sechs um 1/6 pythagoräisches Komma temperierten Quinten von 698 Cent (F–C–G–D–A–E–H) und aus sechs reinen Quinten, die 702 Cent entsprechen (H–Fis–Cis–Gis/As–Es–B–F).
Die Centwerte der großen Terzen betragen:
- F–A, C–E, G–H 392 Cent
- B–D, D–Fis, 396 Cent
- Es–G, A–Cis 400 Cent (gleich der großen Terz der gleichschwebenden Temperatur)
- E–Gis, As–C 404 Cent
- H–Dis, Fis–Ais, Des–F 408 Cent (pythagoräische große Terz)

(Zum Vergleich die reine große Terz: 386 Cent.)
| Ton      | C | Cis | D   | Es  | E   | F   | Fis | G   | Gis | A   | B    | H    | C    |
| Centwert | 0 | 94  | 196 | 298 | 392 | 502 | 592 | 698 | 796 | 894 | 1000 | 1090 | 1200 |

| Quinte      | c–g | g–d | d–a | a–e | e–h | h–fis | fis–cis | cis–gis | gis–es | es–b | b–f | f–c |
| Centabstand | 698 | 698 | 698 | 698 | 698 | 702   | 702     | 702     | 702    | 702  | 702 | 698 |

| Dreiklang                     | c–e–g | des–f–as cis–eis–gis | d–fis–a | es–g–b | e–gis–h | f–a–c | fis–ais–cis ges–b–des | g–h–d | as–c–es gis–c–dis | a–cis–e | b–d–f | h–dis–fis | c–e–g |
| Große Terz (c–e usw.) in Cent | 392   | 408                  | 396     | 400    | 404     | 392   | 408                   | 392   | 404               | 400     | 396   | 408       | 392   |
| Quinte (c–g usw.) in Cent     | 698   | 702                  | 698     | 702    | 698     | 698   | 702                   | 698   | 702               | 698     | 702   | 702       | 698   |

## Verbreitung
Es ist nicht gesichert, inwieweit diese Temperatur in Vallottis Zeit überhaupt Verbreitung genoss: Sein Traktat Della Scienza Teoretica e Prattica della Moderna Musica, in dem er die Temperatur erstmals beschrieb, ist auf 1779 datiert, ein Jahr vor seinem Tod, und es erschien erst 1950 im Druck. Für welche Musik außerhalb Vallottis Kreises sie einmal Bedeutung gehabt haben kann, ist ebenfalls unbekannt. Gleichwohl wird diese Temperatur heute im Bereich der historischen Aufführungspraxis vielfach verwendet, und zwar u. a. für die Aufführung von Werken, die sich zeitlich und stilistisch weit von Vallottis musikalischem Umfeld unterscheiden.

## Traktate
- Francesco Antonio Vallotti: Trattato delle musica moderna. 1770.
- Francesco Antonio Vallotti: Della Scienza Teoretica e Pratica della Moderna Musica. Manuskript Padova 1779 (publiziert 1950; vgl. Literaturangaben).